# Museo del tesoro di santa Maria dell'Impruneta
Il Museo del tesoro di santa Maria dell'Impruneta è situato nel complesso del santuario di Santa Maria dell'Impruneta.
Si accede al museo da una porta posta sul lato sinistro della facciata della basilica. Il museo è stato inaugurato nel 1987 e contiene oreficerie, argenterie, manoscritti miniati e altro materiale legato alla storia del santuario.

## Le sale
Nei pressi la biglietteria si trovano alcune immagini riproducenti la Madonna dell'Impruneta, tali immagini risalgono ad un periodo compreso tra il XVIII e il XIX secolo.

### Sale a sinistra della biglietteria
- Nella prima sala è posto un affresco raffigurante la Madonna in trono con angeli e santi di ignoto pittore fiorentino del XIV secolo e proveniente dal tabernacolo dei Ricci, situato in località Ponte a Iozzi;
- Nella seconda sala sono conservate delle terrecotte riproducenti la Madonna e realizzate tra il XVIII e il XX secolo, sono inoltre presenti dei pannelli di rivestimento dei soffitti, chiamati "soppani" anch'essi in terracotta e databili al XVI secolo;
- Nella terza saletta sono conservati undici codici miniati realizzati tra il XIV secolo e il XVI. I codici sono: un graduale attribuito a Lippo di Benivieni (1310); un antifonario di scuola bolognese realizzato tra il 1320 e il 1330; un salterio di un anonimo fiorentino del XVI secolo; tre manoscritti del XVI secolo con miniature realizzare da Antonio di Girolamo;  un antifonario decorato da un allievo dell'Orcagna e databili al XIV secolo; tre antifonari databili al 1325-1350 attribuiti al "primo miniatore pacinesco" e un antifonario realizzato dal "secondo miniatore pacinesco" tra il 1325-1350
- 4° saletta: in questa è esposto il corredo funebre del pievano Antonio degli Agli: Il corredo è costituito da un velo con impresso il monogramma di Gesù, IHS, secondo la forma diffusa in Toscana da san Bernardino da Siena e da un cuscino decorato in uno stile che ricorda il patchwork o, più coerentemente, lo stile degli antichi mastri Cosmati.

### Sale a destra della biglietteria
- Sala dei Silvani: la sala dei Silvani è situata nello spazio sovrastante il portico della basilica e vi sono esposte alle pareti i Ritratti della famiglia de' Medici. Sulla sinistra della porta di ingresso vi è il bassorilievo in marmo che raffigura il Ritrovamento dell'immagine della Madonna, bassorilievo un tempo collocato all'interno della basilica e attribuito nel corso dei secoli a Michelozzo, al Filarete e anche a Luca della Robbia. Al centro della sala sono le vetrine dentro le quali sono esposti le oreficerie e le argenterie. I pezzi più importanti sono il Reliquiario della santa Croce attribuito a Cosimo Merlini il Vecchio e donato al santuario nel 1620 da Maria Maddalena d'Austria; una croce astile in argento con parziali dorature realizzata nel 1425 dalla bottega di Lorenzo Ghiberti, una pisside realizzata nel 1637 dallo stesso Cosimo Merlini; due paci del 1515 opera di Antonio di Salvi e una serie composta da sei candelieri e croci opere di Massimiliano Soldani Benzi nel 1711.

## Galleria d'immagini

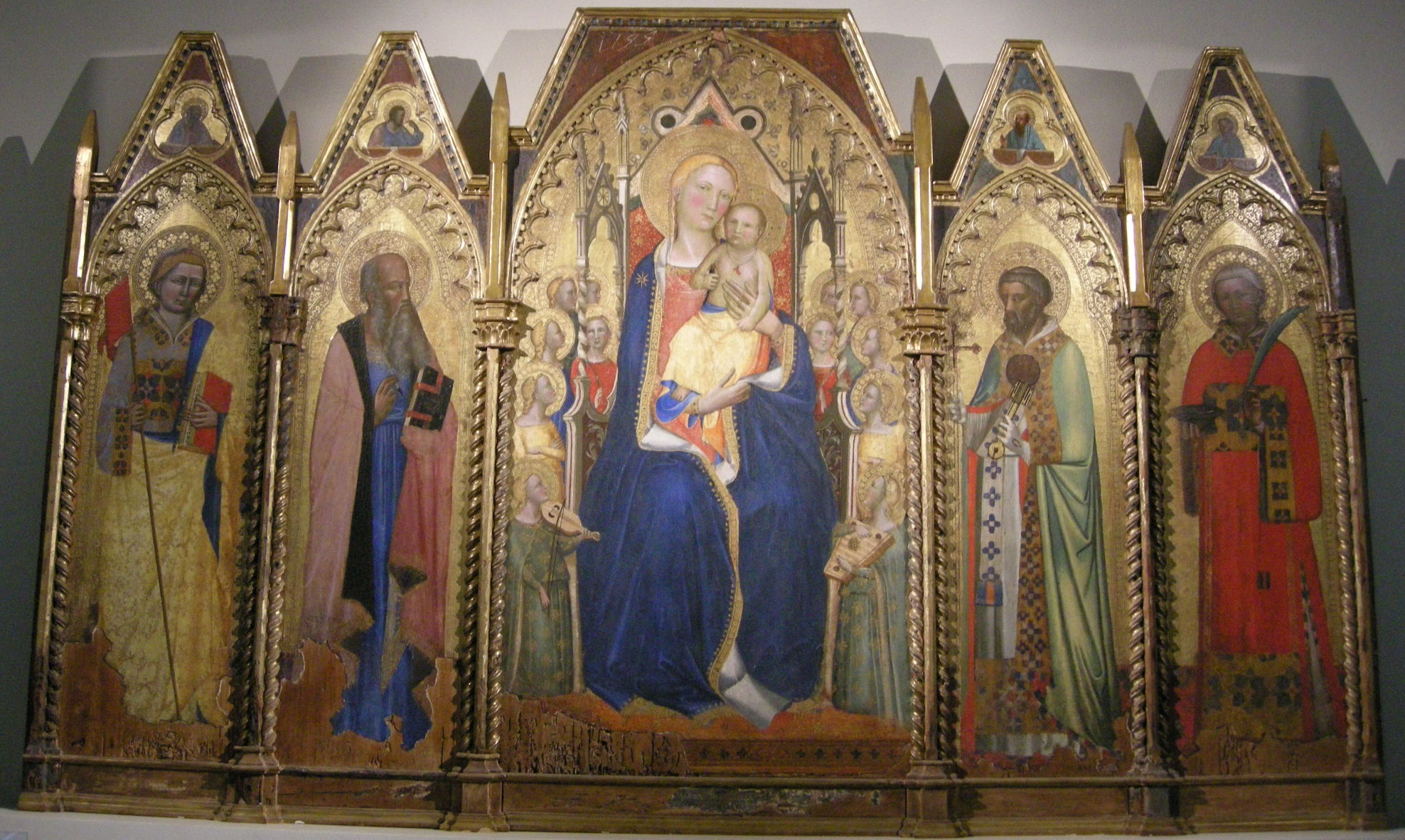
Maestro del Bargello, Vergine col Bambino tra i santi Pietro, Lorenzo, Giovanni e Stefano
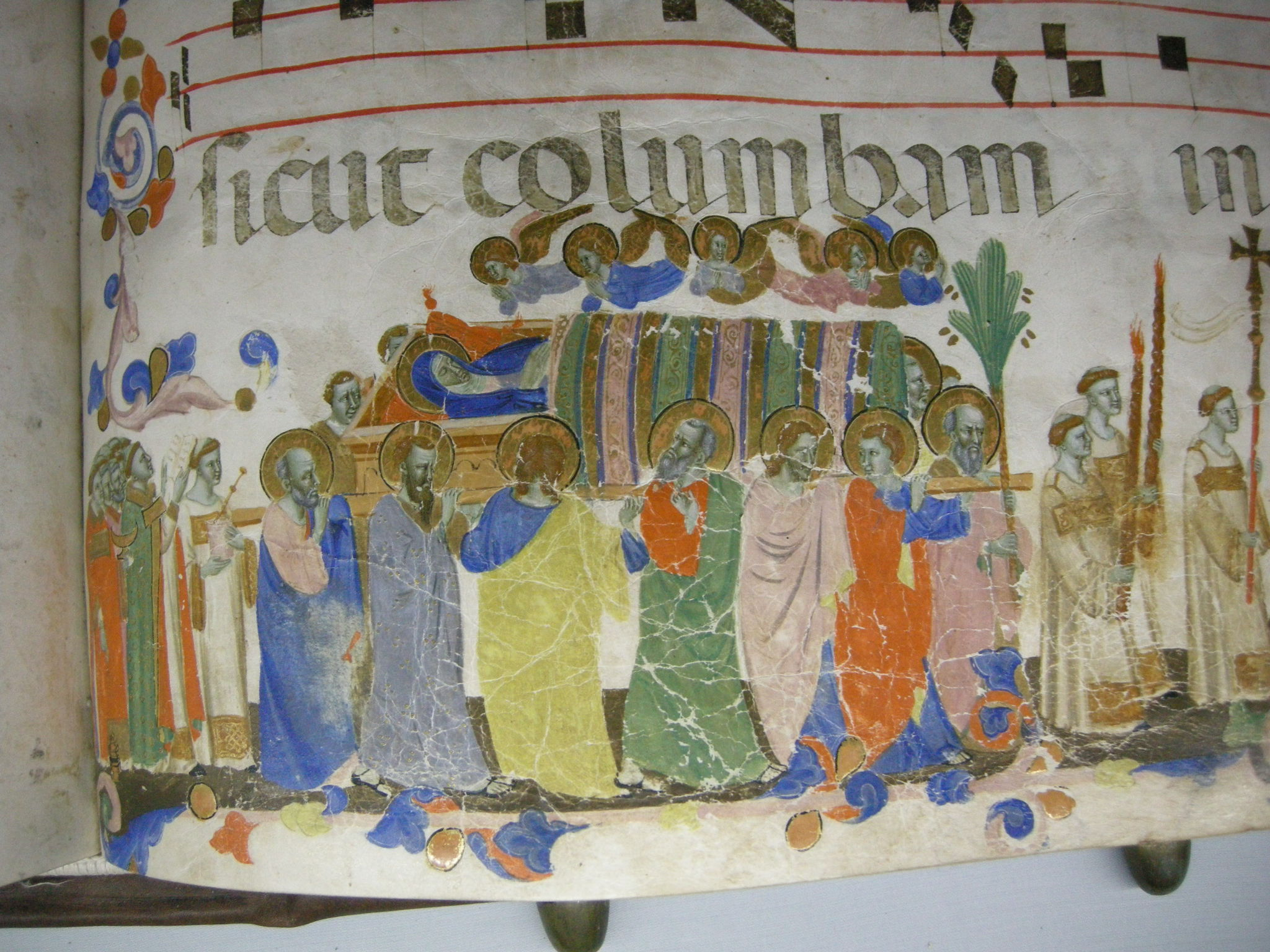
Primo minatore pacinesco, Antifonario, Funerale della Vergine, secondo quarto del XIV secolo
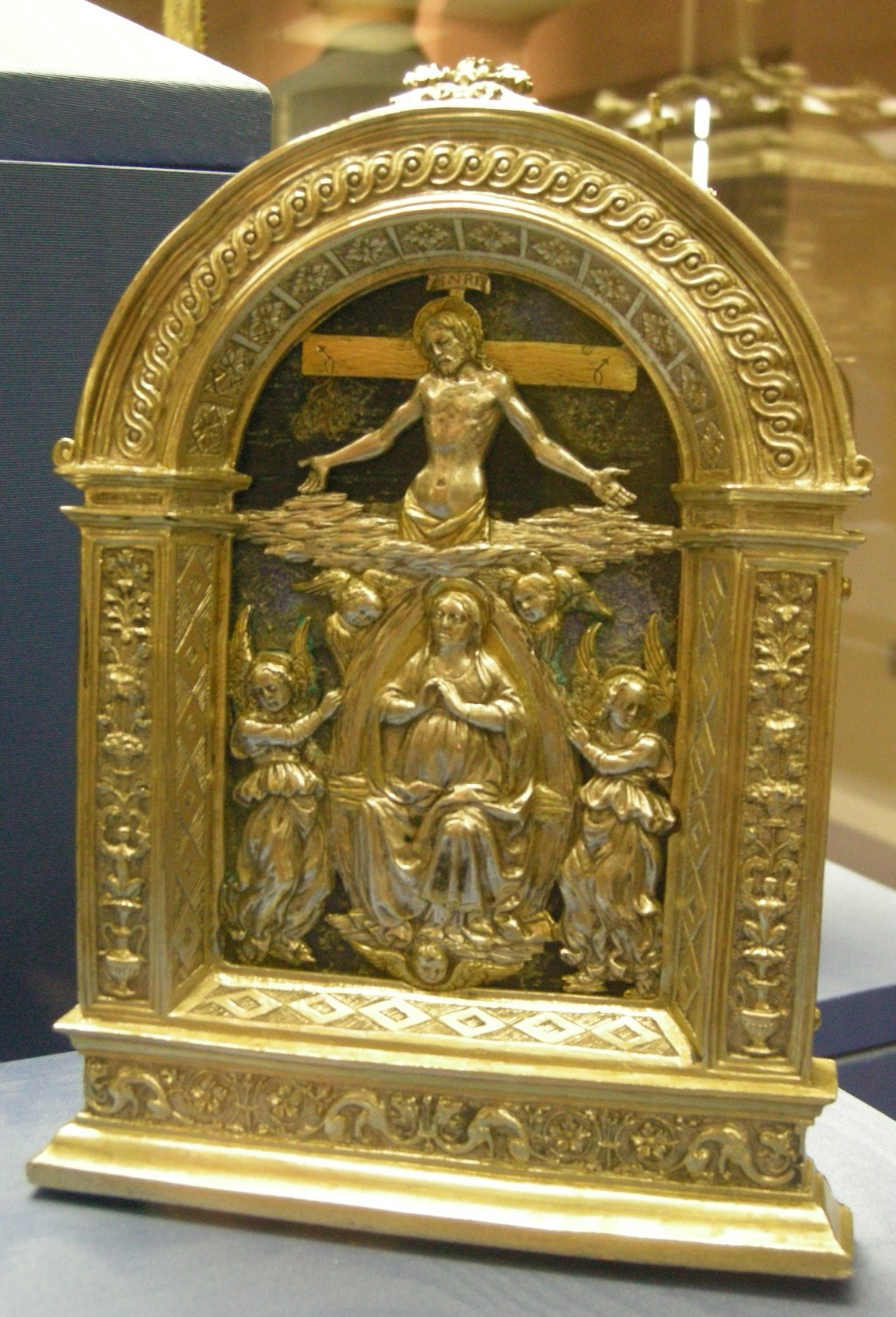
Antonio di Salvi, pace, 1515
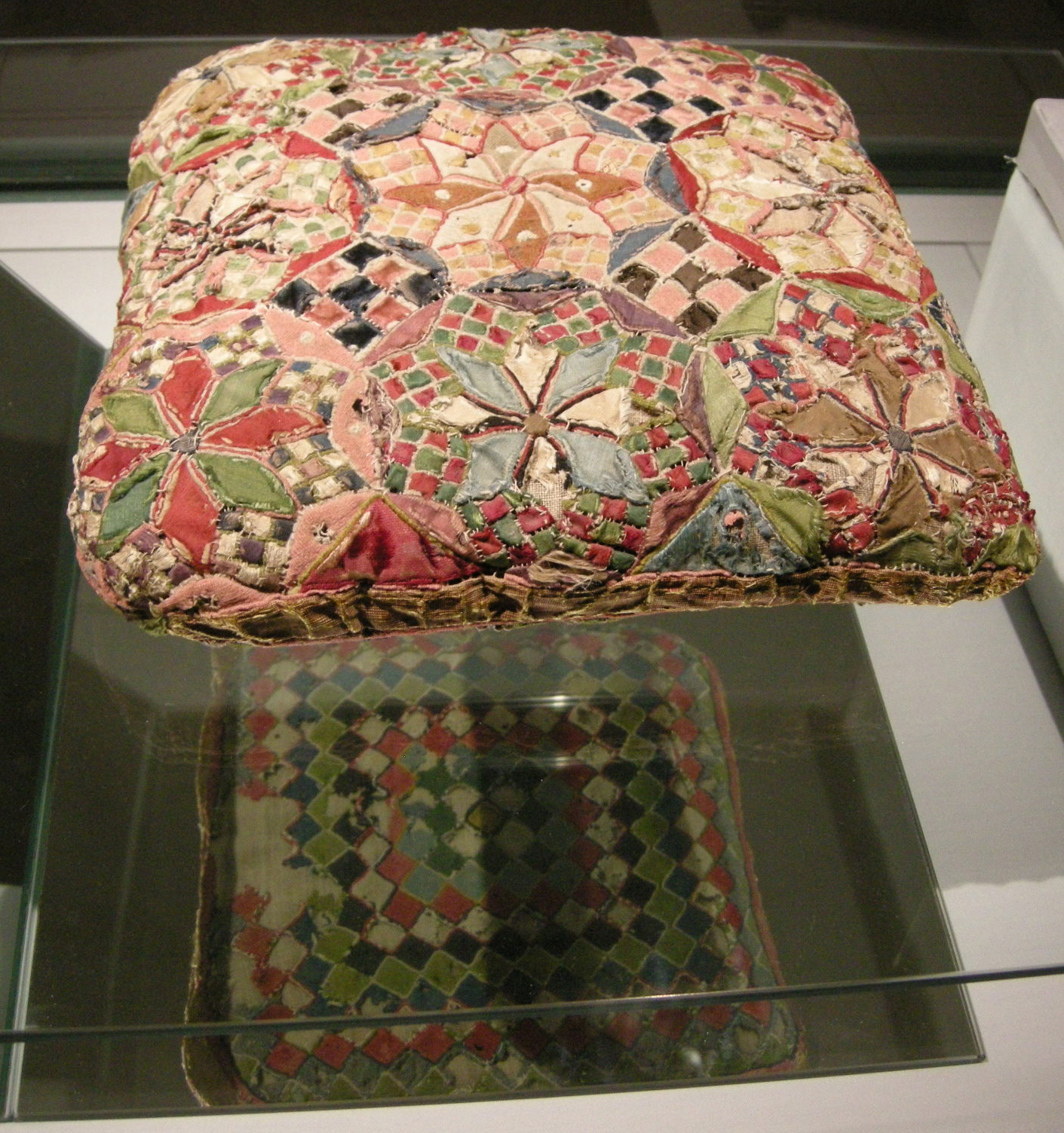
Cuscino di Antonio degli Agli